# Kallmünzer (Geologie)

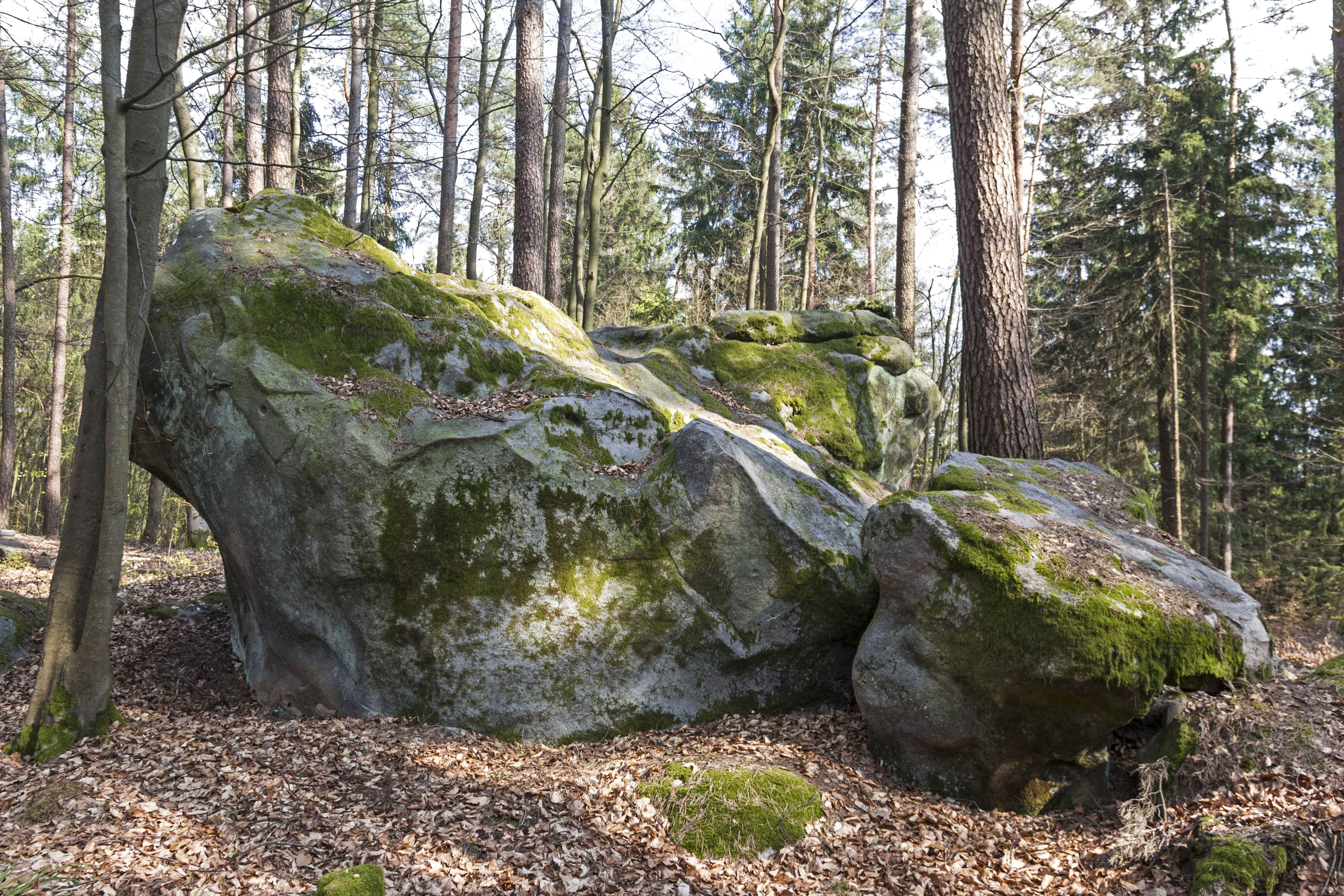
Zyprianstein (größter Kallmünzer Deutschlands)

Als Kallmünzer werden verkieselte Sandsteine bezeichnet, die während der Regression des Oberkreidemeers durch ausfallende Verwitterungslösungen entstanden sind. Die vom übrigen Gelände sich deutlich abzeichnenden und vereinzelt herumliegenden Sandsteinblöcke werden als Kallmünzer bezeichnet. Ihren Namen haben sie nicht, wie oft fälschlicherweise angenommen, von der Typlokalität nahe der Ortschaft Kallmünz. Das Wort Kallmünzer wird erst seit Mitte der 1960er Jahre in heutiger Form benutzt. Ursprünge des Wortes sind „Kalminzer“, „Kulmitzer“ oder „Kalmünzer“. Wie das Wort Kulm sind diese Wörter slawischen Ursprungs. Diese Wörter waren  Anfang des 19. Jahrhunderts fälschlicherweise die Bezeichnung für Basalt. Erst Mitte des 19. Jahrhunderts kam der Name Kallmünzer in seiner heutigen Weise in Gebrauch.
Die Steine werden auch Tertiärquarzit, Kreidequarzit oder Zyklopensteine genannt.
Die 70 bis 80 Millionen Jahre alten Zeugen der Landschaftsentwicklung sind heute als Findlinge in Wald und Flur verstreut.

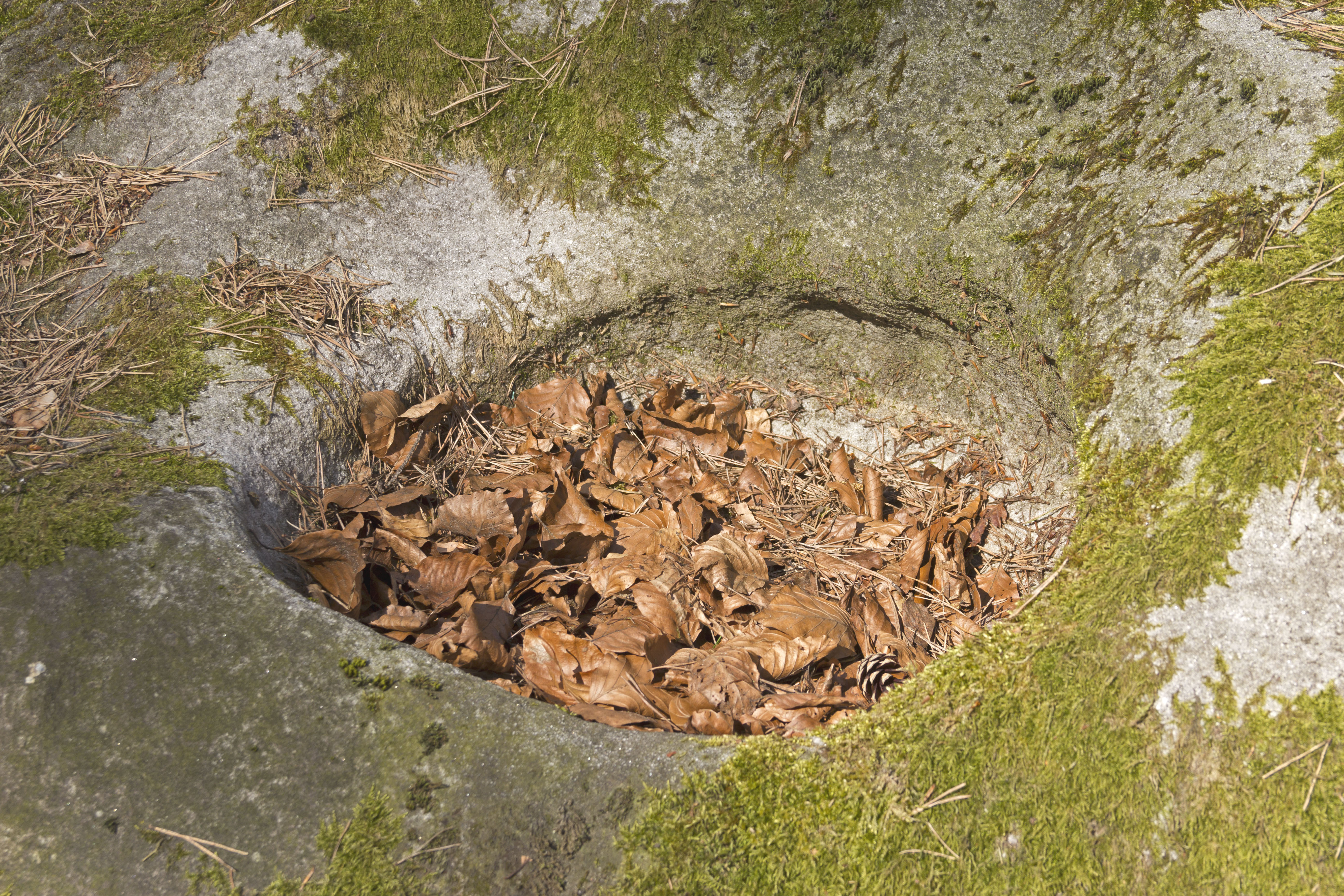
Typische Vertiefung

Wegen ihrer Rinnen und schüsselartigen Vertiefungen werden die eisenharten Klötze mit vorgeschichtlichen Kultplätzen in Verbindung gebracht. Sie werden im Volksmund auch Teufels-, Hexen- oder Opfersteine genannt.
Im Gegensatz zu Dolomitblöcken haben diese harten, quarzitischen Sandsteine scharfe Kanten, glatte Seiten und wenig Bewuchs. Je nach Limonitgehalt kann ihre Färbung von weißlich-gelb bis hin zu rostbraun variieren. Stellenweise ist auch eine eisenreiche Bänderung vorhanden. Aufgrund ihrer Härte klingen sie beim Anschlag; der Bruch ist kantig und rau.

## Verbreitung
Reste der einstigen Sandüberdeckung sind im Veldensteiner Forst und auf der Albhochfläche zu finden.
Viele dieser Kallmünzer sind als Geotop und als Naturdenkmal ausgewiesen. 
Siehe auch Liste der Geotope im Landkreis Bayreuth und Liste der Geotope im Landkreis Amberg-Sulzbach. Der wohl größte, etwa 100 Tonnen schwere und 16 m im Umfang messende Zyprianstein befindet sich in der Nähe von Rinnenbrunn.